# Оперативне зоне у Народноослободилачком рату
Оперативне зоне у Народноослободилачком рату биле су војнотериторијалне области формиране на основу директиве Врховног штаба НОП и ДВ Југославије као специфични органи, ради лакшег руковођења јединицама и установама на ширим подручјима на којима су извођене операције и на одвојеним жариштима устанка.

## Историјат
Половином јануара 1942. Врховни штаб је, у вези са даљим развојем НОБ упутио Главном штабу НОП одреда Хрватске директиву о формирању Оперативне зоне, а касније и осталим главним штабовима. На основу поменуте директиве, у Хрватској је 25. марта 1942. образовано пет оперативних зона, у Словенији децембра 1942. четири (Долењска, Нотрањска, Алпска и Штајерска), на Косову и Метохији априла 1943. две (Косовска и Метохијска), у Македонији априла и маја 1943. три и у августу још једна (пета, а четврта није формирана), а у Војводини у августу 1944. три (Сремска, Барањско-бачка и Банатска).
Штаб Оперативних зона сачињавали су командант, политички комесар (негде и њихови заменици) и начелник Штаба. До формирања команди војних подручја и команди места штабови оперативне зоне имали су и функције војнотериторијалних органа. Нарастањем јединица Народноослободилачке војске и формирањем дивизија и корпуса, штабови оперативних зона су, најчешће, расформирани. У Хрватској је Штаб 1. оперативне зоне (Лика, Кордун и Банија) укинут крајем новембра 1942, а формиран је Штаб Првог хрватског корпуса; Штаб 2. оперативне зоне (Покупје, Жумберак, Туропоље, Мославина, Калник и Хрватско загорје) расформиран је 19. јануара 1944, а формиран Штаб 10. корпуса; Штаб 3. оперативне зоне (Славонија и Срем) расформиран је 20. јуна 1943, а фомуран Штаб 2. хрватског корпуса за Славонију, док је подручје Срема потпало под Главни штаб НОВ и ПО Војводине, који је формиран 2. јула 1943; Штаб 4. оперативне зоне (Далмација до Неретве и Ливањско подручје) укинут је 13. фебруара 1943, а формиран Штаб 9. дивизије; ускоро је поновно формиран нови Штаб те зоне и коначно, укинут 5. oктобра 1943. (кад је формиран Штаб 8. корпуса); Штаб 5. оперативне зоне (Горски котар и Хрватско приморје) укинут је 21. јун 1943, а његове функције преузео је Штаб Групе приморско—горанских НОПО.
У Словенији штабови Прве (Долењске) и Друге (Нотрањске) оперативне зоне укинути су формирањем 14. и 15. дивизије у лето 1943; Штаб 3. оперативне зоне (алпске) расформиран је у фебруару 1943, кад је образован Штаб Приморске оперативне зоне, који је укинут 6. октобра 1943. образовањем Оперативног штаба за западну Словенију (од 22. децембра 1943. Штаб 9. корпуса); 24. јун 1943. формиран је Штаб 2. оперативне зоне за подручје Горењске и западне Корушке, али је укинут 12. јула 1943, кад је формирана 7. бригада Франце Прешерн. Штаб Четврте оперативне зоне (Штајерске) у Словенији остао је до краја рата и руководио свим снагама НОВ и ПО Словеније у Штајерској, с тим што је од фебруара 1944. имао ранг штаба корпуса.
У Македонији штабови Прве и Друге оперативне зоне укинути су почетком октобра 1943 (њихове функције преузели су прво штабови група батаљона, а од 11. новембра 1943. Главни штаб НОВ и ПО Македоније), Треће оперативне зоне 20. децембра 1943 (формиран Штаб 2. македонске бригаде) и Пете оперативне зоне 26. фебруара 1944 (његове функције преузео је ГШ Македоније). Штабови Оперативне зоне у Војводини (Срем, Бачка—Барања и Банат) укинути су у октобру 1944, а на Косову и Метохији у новембру 1944. године.